# Melanthia exserens
Melanthia exserens là một loài bướm đêm trong họ Geometridae.